# Avi Lerner
Avi Lerner, nome di nascita Abraham Lerner (Haifa, 13 ottobre 1947), è un produttore cinematografico israeliano.
Avi Lerner è uno dei più esperti e prolifici produttori di Hollywood del nostro tempo. Grazie al suo senso degli affari, la sua reputazione mondiale ha raggiunto livelli altissimi, soprattutto grazie ai film d'azione prodotti dagli anni novanta fino ad ora. Ha prodotto più di trecento film in venti anni di carriera.

## Biografia
Nato e cresciuto in Israele, Lerner inizia la sua carriera cinematografica in un drive-in. Nel 1979 anticipa l'esplosione del noleggio home video, fonda così la più grande società di distribuzione video in Israele, e viene chiamato a prender parte alla maggiore casa di distribuzione cinematografica della nazione. Nel 1984, dopo aver prodotto il suo primo film, vende la sua società israeliana per trasferirsi a Johannesburg, dove fonda un'altra società, la Nu Metro Entertainment Group, con cui ha prodotto svariati film. Successivamente vende la Nu Metro Entertainment Group e si trasferisce a Los Angeles; l'obiettivo primario era quello di entrare a far parte della casa di produzione MGM, invece fonda la Nu Image con Danny Dimbort, Trevor Short e Danny Lerner. Con qualche pellicola di grande successo, la Nu Image si conferma tra le più grandi case di produzione del mondo, favorendo film d'azione di basso budget, progetti direct-to-video e film per la TV. Nel 1996 la Nu Image fonda la Millennium Films per film con grandi budget.
Per la sua carriera, riceve il Variety Home Entertainment Hall of Fame il 3 dicembre 2012, premio assegnato da Variety.

## Filmografia parziale

### Produttore
- La maschera della morte rossa, regia di Larry Brand (1989)
- La zona grigia, regia di Tim Blake Nelson (2001)
- L'ultimo treno, regia di Yurek Bogayevicz (2001)
- The Order, regia di Sheldon Lettich (2001)
- Control, regia di Tim Hunter (2004)
- Solo due ore, regia di Richard Donner (2006)
- The Black Dahlia, regia di Brian De Palma (2006)
- Il prescelto, regia di Neil LaBute (2006)
- The Contract, regia di Bruce Beresford (2006)
- Home of the Brave - Eroi senza gloria, regia di Irwin Winkler (2006)
- Undisputed II: Last Man Standing, regia di Isaac Florentine (2006)
- Alla scoperta di Charlie, regia di Mike Cahill (2007)
- Cleaner, regia di Renny Harlin (2007)
- John Rambo, regia di Sylvester Stallone (2008)
- Sfida senza regole, regia di Jon Avnet (2008)
- Homeland Security (My Mom's New Boyfriend, 2008)
- Incinta o... quasi, regia di Lara Shapiro (2009)
- Undisputed III: Redemption, regia di Isaac Florentine (2010)
- I mercenari - The Expendables, regia di Sylvester Stallone (2010)
- Conan the Barbarian, regia di Marcus Nispel (2011)
- Trespass, regia di Joel Schumacher (2011)
- I mercenari 2, regia di Simon West (2012)
- The Iceman, regia di Ariel Vromen (2012)
- As I Lay Dying, regia di James Franco (2013)
- Good People, regia di Henrik Ruben Genz (2014)
- I mercenari 3 (The Expendables 3), regia di Patrick Hughes (2014)
- Criminal, regia di Ariel Vromen (2016)
- Mechanic: Resurrection, regia di Dennis Gansel (2016)
- Undisputed 4 - Il ritorno di Boyka (Boyka: Undisputed), regia di Todor Chapkanov e Isaac Florentine (2016)
- Hunter Killer - Caccia negli abissi (Hunter Killer), regia di Donovan Marsh (2018)
- Rambo: Last Blood, regia di Adrian Grunberg (2019)
- I mercenari 4 - Expendables (Expend4bles), regia di Scott Waugh (2023)

### Produttore esecutivo
- Gli avventurieri della città perduta, regia di Gary Nelson (1986)
- Guerriero americano 2 - La sfida, regia di Sam Firstenberg (1987)
- Un'aliena al centro della Terra, regia di Albert Pyun (1988)
- Howling IV, regia di John Hough (1988)
- Guerriero americano 3 - Agguato mortale, regia di Cedric Sundstrom (1989)
- Dieci piccoli indiani, regia di Alan Birkinshaw (1989)
- Guerriero americano 4 - Distruzione totale, regia di Cedric Sundstrom (1990)
- Seduzione mortale, regia di Robert Ginty (1994)
- F.T.W. - Fuck The World, regia di Michael Karbelnikoff (1994)
- Alla ricerca dello stregone, regia di Bruce Beresford (1994)
- Cerca e distruggi, regia di David Salle (1995)
- Terrore sull'astronave, regia di John Eyres (1995)
- The Immortals, regia di Brian Grant (1995)
- L'ultimo guerriero, regia di Aaron Norris (1996)
- Assedio alieno, regia di Mark Roper (1996)
- Shark Attack, regia di Bob Misiorowski (1999)
- Delta Force - Missione esplosiva, regia di Mark Roper (1999)
- Operazione Delta Force 5, regia di Yossi Wein (2000)
- Takedown, regia di Joe Chappelle (2000)
- Shark Attack 2, regia di David Worth (2000)
- The Replicant, regia di Ringo Lam (2001)
- Ticker - Esplosione finale, regia di Albert Pyun (2001)
- Derailed - Punto d'impatto, regia di Bob Misiorowski (2002)
- Undisputed, regia di Walter Hill (2002)
- Shark Attack 3, regia di David Worth (2002)
- Hell - Scatena l'inferno, regia di Ringo Lam (2003)
- Detention, regia di Sidney J. Furie (2003)
- Cacciatore di alieni, regia di Ron Krauss (2003)
- Il vendicatore, regia di Michael Oblowitz (2003)
- Blind Horizon - Attacco al potere, regia di Michael Haussman (2003)
- Belly of the Beast, regia di Siu-Tung Ching (2003)
- Highwaymen - I banditi della strada, regia di Robert Harmon (2003)
- Skeleton Man, regia di Johnny Martin (2004)
- Creature, regia di Tim Cox (2004)
- Direct Action, regia di Sidney J. Furie (2004)
- Loverboy, regia di Kevin Bacon (2005)
- Shark Invasion, regia di Danny Lerner (2005)
- Mosquitoman, regia di Tibor Takács (2005)
- Snakeman - Il predatore, regia di Allan A. Goldstein (2005)
- Submerged - Allarme negli abissi, regia di Anthony Hickox (2005)
- SharkMan, regia di Michael Oblowitz (2005)
- Crazy in Love, regia di Petter Næss (2005)
- Today You Die, regia di Don E. FauntLeRoy (2005)
- Edison City, regia di David J. Burke (2005)
- The Cutter - Il trafficante di diamanti, regia di William Tannen (2005)
- End Game, regia di Andy Cheng (2006)
- Undisputed II: Last Man Standing, regia di Isaac Florentine (2006)
- Lonely Hearts, regia di Todd Robinson (2006)
- Relative Strangers - Aiuto! sono arrivati i miei, regia di Greg Glienna (2006)
- The Contract, regia di Bruce Beresford (2006)
- 88 minuti, regia di Jon Avnet (2007)
- Until Death, regia di Simon Fellows (2007)
- Bobby Z, il signore della droga, regia di John Herzfeld (2007)
- Blonde Ambition - Una bionda a NY, regia di Scott Marshall (2007)
- 3 donne al verde, regia di Callie Khouri (2008)
- The Shepherd - Pattuglia di confine, regia di Isaac Florentine (2008)
- Hero Wanted, regia di Brian Smrz (2008)
- Day of the Dead, regia di Steve Miner (2008)
- War, Inc., regia di Joshua Seftel (2008)
- Killing Point, regia di Jeff King (2008)
- Cyborg Soldier, regia di John Stead (2008)
- Train, regia di Gideon Raff (2008)
- Shark in Venice, regia di David Lerner (2008)
- The Code, regia di Mimi Leder (2009)
- Brooklyn's Finest, regia di Antoine Fuqua (2009)
- Direct Contact, regia di Danny Lerner (2009)
- Command Performance, regia di Dolph Lundgren (2009)
- Il cattivo tenente - Ultima chiamata New Orleans, regia di Werner Herzog (2009)
- Fratelli in erba, regia di Tim Blake Nelson (2009)
- Solitary Man, regia di Brian Koppelman e David Levien (2009)
- Ninja, regia di Isaac Florentine (2009)
- Undisputed III: Redemption, regia di Isaac Florentine (2010)
- Trust, regia di David Schwimmer (2010)
- Stone, regia di John Curran (2010)
- Professione assassino, regia di Simon West (2011)
- The Son of No One, regia di Dito Montiel (2011)
- Drive Angry, regia di Patrick Lussier (2011)
- Quello che so sull'amore (Playing for Keeps), regia di Gabriele Muccino (2012)
- Big Wedding (The Big Wedding), regia di Justin Zackham (2012)
- Stolen, regia di Simon West (2012)
- Non aprite quella porta 3D, regia di John Luessenhop (2013)
- Attacco al potere - Olympus Has Fallen (Olympus Has Fallen), regia di Antoine Fuqua (2013)
- Killing Season, regia di Mark Steven Johnson (2013)
- Homefront, regia di Gary Fleder (2013)
- Hercules - La leggenda ha inizio (The Legend of Hercules), regia di Renny Harlin (2014)
- Before I Go to Sleep, regia di Rowan Joffé (2014)
- Survivor, regia di James McTeigue (2015)
- Attacco al potere 2 (London Has Fallen), regia di Babak Najafi (2016)
- Mechanic: Resurrection, regia di Dennis Gansel (2016)
- The Bleeder - La storia del vero Rocky Balboa (The Bleeder), regia di Philippe Falardeau (2016)
- Come ti ammazzo il bodyguard (The Hitman's Bodyguard), regia di Patrick Hughes (2017)
- Amityville - Il risveglio (Amityville: The Awakening), regia di Franck Khalfoun (2017)
- Security, regia di Alain DesRochers (2017)
- Attacco al potere 3 - Angel Has Fallen (Angel Has Fallen), regia di Ric Roman Waugh (2019)
- The Outpost, regia di Rod Lurie (2020)

### Produttore associato
- Allan Quatermain e le miniere di re Salomone, regi a di J. Lee Thompson (1985)

## Riconoscimenti
- 2012 – Variety
  - Variety Home Entertainment Hall of Fame[2]